# میان‌ستاره‌ای به روایت علم
میان‌ستاره‌ای به روایت علم (انگلیسی: The Science of Interstellar) کتابی به نویسندگی کیپ تورن فیزیکدان نظری است که به تفسیر و توضیح مسائل علمی مربوط به فیلم میان‌ستاره‌ای می‌پردازد. این کتاب به یکی از بهترین کتاب‌های ترویج علم در سال ۲۰۱۴ مبدل شد که با مقدمه‌ای از کریستوفر نولان انتشار یافته‌است. نسخه فارسی این کتاب با نام میان‌ستاره‌ای به روایت علم توسط پوریا ناظمی و حسین شهرابی و با مقدمه‌ای از رضا منصوری فیزیکدان ایرانی، در سال ۱۳۹۴ توسط مؤسسه آسمان شب و انتشارات کارگاه منتشر شده‌است.